# Electro Radio Nostalgie Museum
Stichting Museum Electro-Radio-Nostalgie is een museum in Hengelo in de Nederlandse provincie Overijssel.
Henk de Groot heeft in vijftig jaar tijd een aanzienlijke verzameling van radio's, geluidsdragers, meetapparatuur en overige elektrische apparaten opgebouwd. Dit resulteerde in 1992 in het openen van een museum met de naam Stichting Museum Electro-Radio-Nostalgie. Het museum toont de technische ontwikkeling vanaf het begin van de telegrafie met Morseseinen in 1860 tot en met nu.
Tevens bezit het radiomuseum een grote verzameling 78-toeren platen met opnamen van bekende artiesten uit de vooroorlogse jaren en LP's die indertijd zijn uitgebracht naar aanleiding van belangrijke gebeurtenissen. Een omvangrijke bibliotheek op radiogebied en een grote collectie radioschema's is ook aanwezig.
Gedurende de zomertijd is het museum geopend op woensdag- en zaterdagmiddag van 14:00 tot 17:00 uur. In de wintertijd is het museum op zaterdagmiddag van 14:00 tot 17:00 uur geopend. 